# Seznam nizozemskih atletov
Seznam nizozemskih atletov.

## B
- Fanny Blankers-Koen
- Femke Bol
- Liemarvin Bonevacia
- Nadine Broersen

## D
- Marcel Dost

## G
- Joris van Gool

## H
- Victor Henny

## J
- Xenia Stad-de Jong

## K
- Gerda van der Kade-Koudijs

## M
- Churandy Martina

## N
- Gerard Nijboer

## O
- Tinus Osendarp

## R
- Pelle Rietveld

## S
- Dafne Schippers
- Eelco Sintnicolaas
- Rutger Smith
- Ria Stalman
- Aad Steylen

## V
- Jip Vastenburg
- Ingmar Vos
- Arie Vosbergen
- Simon Vroemen

## W
- Netti Witziers-Timmer